# لا کدسرا
لا کدسرا (به اسپانیایی: La Codosera) یک شهرستان در اسپانیا است که در استان باداخس واقع شده‌است.